# سفل عضد (بروم ميفع)
'

تعديل مصدري - تعديل

سفل عضد هي إحدى قرى عزلة بروم بمديرية بروم ميفع التابعة لمحافظة حضرموت، بلغ تعداد سكانها 33 نسمة حسب تعداد اليمن لعام 2004.